# 2006年の宝塚歌劇公演一覧
本項目では、2006年の宝塚歌劇公演一覧（2006ねんのたからづかかげきこうえんいちらん）について示す。

## 宝塚大劇場公演

### 星組
- 1月1日（日） - 2月6日（月）
  - 『ベルサイユのばら -フェルゼンとマリー・アントワネット編-<池田理代子・原作「ベルサイユのばら」より>』（植田紳爾 脚本、植田紳爾・谷正純 演出）

外部リンク
- 宝塚歌劇団・公演案内

### 雪組
- 2月10日（金） - 3月20日（月）
  - 『ベルサイユのばら -オスカル編-<池田理代子・原作「ベルサイユのばら」より>』（植田紳爾 脚本、植田紳爾・谷正純 演出）

外部リンク
- 宝塚歌劇団・公演案内

### 宙組
- 3月24日（金） - 5月8日（月）
  - 『NEVER SAY GOODBYE -ある愛の軌跡-』（小池修一郎 作・演出）

外部リンク
- 宝塚歌劇団・公演案内

### 月組
- 5月12日（金） - 6月19日（月）
  - 『暁のローマ<「ジュリアス・シーザー」より>』（木村信司 脚本・演出）
  - 『レ・ビジュー・ブリアン -きらめく宝石の詩-』（酒井澄夫 作・演出）

外部リンク
- 宝塚歌劇団・公演案内

### 花組
- 6月23日（金） - 8月7日（月）
  - 『ファントム』（アーサー・コピット 脚本、中村一徳 潤色・演出）

外部リンク
- 宝塚歌劇団・公演案内

### 星組
- 8月11日（金） - 9月18日（月）
  - 『愛するには短すぎる』（小林公平 原案、正塚晴彦 脚本・演出）
  - 『ネオ・ダンディズム! - 男の美学 -』（岡田敬二 作・演出）

外部リンク
- 宝塚歌劇団・公演案内

### 雪組
- 9月22日（金） - 10月30日（月）
  - 『堕天使の涙』（植田景子 作・演出）
  - 『タランテラ!』（荻田浩一 作・演出）

外部リンク
- 宝塚歌劇団・公演案内

### 宙組
- 11月3日（金） - 12月12日（火）
  - 『維新回天・竜馬伝! -硬派・坂本竜馬III-』（石田昌也 作・演出）
  - 『ザ・クラシック -I LOVE CHOPIN-』（草野旦）

外部リンク
- 宝塚歌劇団・公演案内

## 東京宝塚劇場公演

### 花組
- 1月2日（月） - 2月12日（日） 
  - 『落陽のパレルモ』（植田景子 作・演出）
  - 『ASIAN WINDS! - アジアの風 -』（岡田敬二 作・演出）

外部リンク
- 宝塚歌劇団・公演案内

### 星組
- 2月17日（金） - 4月2日（日）
  - 『ベルサイユのばら -フェルゼンとマリー・アントワネット編-<池田理代子・原作「ベルサイユのばら」より>』（植田紳爾 脚本、植田紳爾・谷正純 演出）

外部リンク
- 宝塚歌劇団・公演案内

### 雪組
- 4月7日（金） - 5月21日（日）
  - 『ベルサイユのばら -オスカル編-<池田理代子・原作「ベルサイユのばら」より>』（植田紳爾 脚本、植田紳爾・谷正純 演出）

外部リンク
- 宝塚歌劇団・公演案内

### 宙組
- 5月26日（金） - 7月2日（日）
  - 『NEVER SAY GOODBYE -ある愛の軌跡-』（小池修一郎 作・演出）

外部リンク
- 宝塚歌劇団・公演案内

### 月組
- 7月7日（金） - 8月20日（日） 
  - 『暁のローマ<「ジュリアス・シーザー」より>』（木村信司 脚本・演出）
  - 『レ・ビジュー・ブリアン -きらめく宝石の詩-』（酒井澄夫 作・演出）

外部リンク
- 宝塚歌劇団・公演案内

### 花組
- 8月25日（金） - 10月1日（日）
  - 『ファントム』（アーサー・コピット 脚本、中村一徳 潤色・演出）

外部リンク
- 宝塚歌劇団・公演案内

### 星組
- 10月6日（金） - 11月12日（日）
  - 『愛するには短すぎる』（小林公平 原案、正塚晴彦 脚本・演出）
  - 『ネオ・ダンディズム! - 男の美学 -』（岡田敬二 作・演出）

外部リンク
- 宝塚歌劇団・公演案内

### 雪組
- 11月17日（金） - 12月24日（日）
  - 『堕天使の涙』（植田景子 作・演出）
  - 『タランテラ!』（荻田浩一 作・演出）

外部リンク
- 宝塚歌劇団・公演案内

## 宝塚バウホール公演

### 宙組
- 1月2日（月） - 1月10日（火） 
  - 『不滅の恋人たちへ』（太田哲則）

外部リンク
- 宝塚歌劇団・公演案内

### 月組
- 2月3日（金） - 2月12日（日）
  - 『想夫恋（そうふれん）-言（こと）の葉（は）もなき、君の心-』（児玉明子 作・演出）

- 2月25日（土） - 3月3日（金）
  - バウ・ワークショップ『Young Bloods!! -Sparkling MOON-』（藤井大介 作・演出）

外部リンク
- 宝塚歌劇団・公演案内 想夫恋
- 宝塚歌劇団・公演案内 Young Blood!!

### 花組
- 3月24日（金） - 4月2日（日）
  - 『スカウト』（正塚晴彦 作・演出）

- 4月8日（土） - 4月14日（金） 
  - バウ・ワークショップ『Young Bloods!! -青春花模様-（齋藤吉正 構成・演出）

外部リンク
- 宝塚歌劇団・公演案内 スカウト
- 宝塚歌劇団・公演案内 Young Bloods!!

### 星組
- 5月18日（木） - 5月23日（火）
  - バウ・ワークショップ『Young Bloods!! -Twinkle Twinkle STAR-』（藤井大介 構成・演出）

- 6月2日（金） - 6月11日（日）
  - 『フェット・アンペリアル -帝国の祝祭-』（大野拓史 作・演出）

外部リンク
- 宝塚歌劇団・公演案内 Young Bloods!!
- 宝塚歌劇団・公演案内 フェット・アンペリアル

### 雪組
- 6月16日（金） - 6月25日（日）
  - 『やらずの雨』（谷正純 脚本・演出）

- 7月6日（木） - 7月11日（火）
- バウ・ワークショップ『Young Bloods!! -魔夏の吹雪-』（齋藤吉正 構成・演出）

外部リンク
- 宝塚歌劇団・公演案内 やらずの雨
- 宝塚歌劇団・公演案内 Young Bloods!!

### 宙組
- 8月17日（木） - 8月26日（土）
  - 『UNDERSTUDY』（谷正純 作・演出）

- 8月31日（木） - 9月5日（火）
  - バウ・ワークショップ『Young Bloods!! -Cosmo∞（コスモ無限大）-』（藤井大介 構成・演出）

外部リンク
- 宝塚歌劇団・公演案内 UNDERSTUDY
- 宝塚歌劇団・公演案内 Young Bloods!!

## その他の日本公演

### 宙組・特別
- 1月4日（水） - 1月11日（水） 東京・日本青年館 ＊全日中止
  - 和央ようかライブショー『W-WING-』（齋藤吉正 作・演出）

外部リンク
- 宝塚歌劇団・公演案内

### 月組
- 1月31日（火） - 2月20日（月） 中日劇場
  - 『あかねさす紫の花』（柴田侑宏 作・演出、尾上菊之丞 演出・振付）
  - 『REVUE OF DREAMS』（中村一徳 作・演出）

外部リンク
- 宝塚歌劇団・公演案内

### 宙組・特別
- 2月2日（木） - 2月5日（日） 東京・日本青年館
  - 『THE LAST PARTY〜S.Fitzgerald's last day〜 -フィッツジェラルド最後の一日-』（植田景子 脚本・演出）

外部リンク
- 宝塚歌劇団・公演案内

### 花組
- 3月17日（金） - 3月29日（水）  大阪・シアター・ドラマシティ
  - 『Appartement Cinéma（アパルトマン シネマ）』（稲葉太地 作・演出）

外部リンク
- 宝塚歌劇団・公演案内

### 月組・特別
- 3月19日（日） - 3月26日（日） 東京芸術劇場
  - 『THE LAST PARTY〜S.Fitzgerald's last day〜 -フィッツジェラルド最後の一日-』（植田景子 作・演出）

外部リンク
- 宝塚歌劇団・公演案内

### 花組・特別
- 4月3日（月） - 4月10日（月） 東京・日本青年館
  - 『Appartement Cinéma（アパルトマン シネマ）』（稲葉太地 作・演出）

- 4月15日（土） - 4月17日（月）  愛知厚生年金会館
  - 『Appartement Cinéma（アパルトマン シネマ）』（稲葉太地 作・演出）

外部リンク
- 宝塚歌劇団・公演案内 日本青年館
- 宝塚歌劇団・公演案内 愛知厚生年金会館

### 星組
- 6月3日（土） - 6月19日（月） 梅田芸術劇場メインホール
  - 『コパカバーナ』（バリー・マニロウ・ジャック・フェルドマン・ブルース・サスマン 脚本、三木章雄 演出）

外部リンク
- 宝塚歌劇団・公演案内

### 雪組
- 7月1日（土） - 7月28日（金） 全国ツアー
  - 『ベルサイユのばら -オスカル編-<池田理代子・原作「ベルサイユのばら」より>』（植田紳爾 脚本、植田紳爾・谷正純 演出）

外部リンク
- 宝塚歌劇団・公演案内

#### 公演場所
- 7月1日・2日 梅田芸術劇場・メインホール
- 7月4日 山梨県立県民文化ホール
- 7月5日 アミューたちかわ（立川市民会館）
- 7月7日 さいたま市文化センター
- 7月8日・9日 神奈川県民ホール
- 7月11日 グリーンホール相模大野（神奈川県）
- 7月13日 富士市文化会館（静岡県）
- 7月15日 日進市民会館（愛知県）
- 7月16日 一宮市民会館（愛知県）
- 7月17日 守山市民ホール（滋賀県）
- 7月19日 呉市文化ホール（広島県）
- 7月21日 九州厚生年金会館（北九州市）
- 7月22日・23日 福岡市民会館
- 7月25日 iichiko総合文化センター グランシアタ（大分県）
- 7月27日・28日 鹿児島県文化センター

### 宙組
- 8月1日（火） - 8月23日（水） 博多座
  - 『コパカバーナ』（バリー・マニロウ・ジャック・フェルドマン・ブルース・サスマン 脚本、三木章雄 演出）

外部リンク
- 宝塚歌劇団・公演案内

### 月組
- 10月5日（木） - 10月27日（金）日生劇場
  - 『オクラホマ!』（オスカー・ハマースタインII 脚本・作詞、中村一徳 潤色・演出）

外部リンク
- 宝塚歌劇団・公演案内

- 10月1日（日） - 10月29日（日） 全国ツアー
  - 『あかねさす紫の花』(柴田侑宏 作・演出、尾上菊之丞 演出・振付）
  - 『レ・ビジュー・ブリアン -きらめく宝石の詩-』（酒井澄夫 作・演出）

外部リンク
- 宝塚歌劇団・公演案内

#### 公演場所
- 10月1日・2日 梅田芸術劇場・メインホール
- 10月4日 宇都宮市文化会館（栃木県）
- 10月5日 大宮ソニックシティ（埼玉県）
- 10月7日 府中の森芸術劇場（東京都）
- 10月8日・9日 市川市文化会館（千葉県）
- 10月11日 よこすか芸術劇場（神奈川県）
- 10月13日・14日・15日 イズミティ21（宮城県）
- 10月17日 岩手県民会館
- 10月18日 八戸市公会堂（青森県）
- 10月20日・21日・22日 北海道厚生年金会館
- 10月24日 會津風雅堂（福島県）
- 10月25日 郡山市民文化センター（福島県）
- 10月27日 半田市福祉文化会館（愛知県）
- 10月28日 瀬戸市文化センター（愛知県）
- 10月29日 ひこね市文化プラザ（滋賀県）

### 花組
- 11月4日（土） - 12月1日（金） 全国ツアー
  - 『うたかたの恋』（柴田侑宏 脚本、柴田侑宏・植田景子 演出）
  - 『エンター・ザ・レビュー』（酒井澄夫 作・演出）

外部リンク
- 宝塚歌劇団・公演案内

#### 公演場所
- 11月4日・5日 梅田芸術劇場メインホール
- 11月7日・8日 アクトシティ浜松（静岡県）
- 11月10日 川口総合文化センター（埼玉県）
- 11月11日 神奈川県民ホール
- 11月12日 市川市文化会館（千葉県）
- 11月14日 結城市民文化センター（茨城県）
- 11月15日 桐生市市民文化会館（群馬県）
- 11月17日・18日・19日 福岡市民会館
- 11月21日 九州厚生年金会館（福岡県北九州市）
- 11月23日 倉敷市民会館（岡山県）
- 11月25日・26日 名古屋市民会館（愛知県）
- 11月28日 島根県芸術文化センター「グラントワ」（島根県益田市）
- 11月30日・12月1日 広島郵便貯金ホール

### 花組
- 11月10日（金） - 11月22日（水） 大阪・シアタードラマシティ	
  - 『MIND TRAVELLER -記憶の旅人-』（小池修一郎 作・演出）

外部リンク
- 宝塚歌劇団・公演案内

### 花組・特別
- 11月30日（木） - 12月6日（水） 東京・日本青年館
  - 『MIND TRAVELLER -記憶の旅人-』（小池修一郎 作・演出）

外部リンク
- 宝塚歌劇団・公演案内

### 星組
- 12月15日（金） - 12月27日（水） 大阪・シアタードラマシティ
  - 『ヘイズ・コード』（大野拓史 作・演出）

外部リンク
- 宝塚歌劇団・公演案内

## 催し物

### エンカレッジ・コンサート
- 宝塚バウホール公演
  - 月組公演、3月17日 - 3月19日、構成・演出：岡田敬二
  - 星組公演、4月21日 - 4月23日、構成・演出：岡田敬二
  - 花組公演、5月5日 - 5月7日、構成・演出：岡田敬二
  - 雪組公演、8月6日 - 8月8日、構成・演出：中村暁
  - 宙組公演、9月16日 - 9月18日、構成・演出：岡田敬二